# Fabiano Massimi
Fabiano Massimi (Módena, 29 de junio de 1977) es un editor, traductor y escritor italiano.
Se licenció en Filosofía en la Universidad de Bolonia y después estudió en la Universidad de Mánchester. Posteriormente obtuvo un máster en Técnicas Narrativas por la Escuela Holden de Turín. En esta última también ejerció de bibliotecario. Ha colaborado en diferentes periódicos como La Stampa y L'Unità. Desde 2003 trabaja para diversas editoriales italianas además de traducir obras escritas en inglés, tanto novelas como ensayos. En 2017 ganó el Premio Tedeschi por su primera novela Il Club Montecristo.
Es conocido sobre todo por sus dos últimas novelas: dos thrillers históricos ambientados en la Alemania nazi traducidos a diversos idiomas. En L'angelo di Monaco (que ganó el Premio Asti d'Apello) se ocupa del aparente suicidio de la sobrina de Hitler Geli Raubal. En I demoni di Berlino del Incendio del Reichstag, en el que vuelve sobre la vieja teoría de que fue obra de los propios nazis.

## Novelas
- Il Club Montecristo, 2017.
- L'angelo di Monaco, 2020 (Hay edición en español: El ángel de Múnich, Madrid, Alfaguara, 2020).
- I demoni di Berlino, 2021 (Hay edición en español: Los demonios del Reich, Madrid, Alfaguara, 2021).
- 'xLos niños de Winton(Madrid, Alfaguara, 2023)